# Costume vaudois

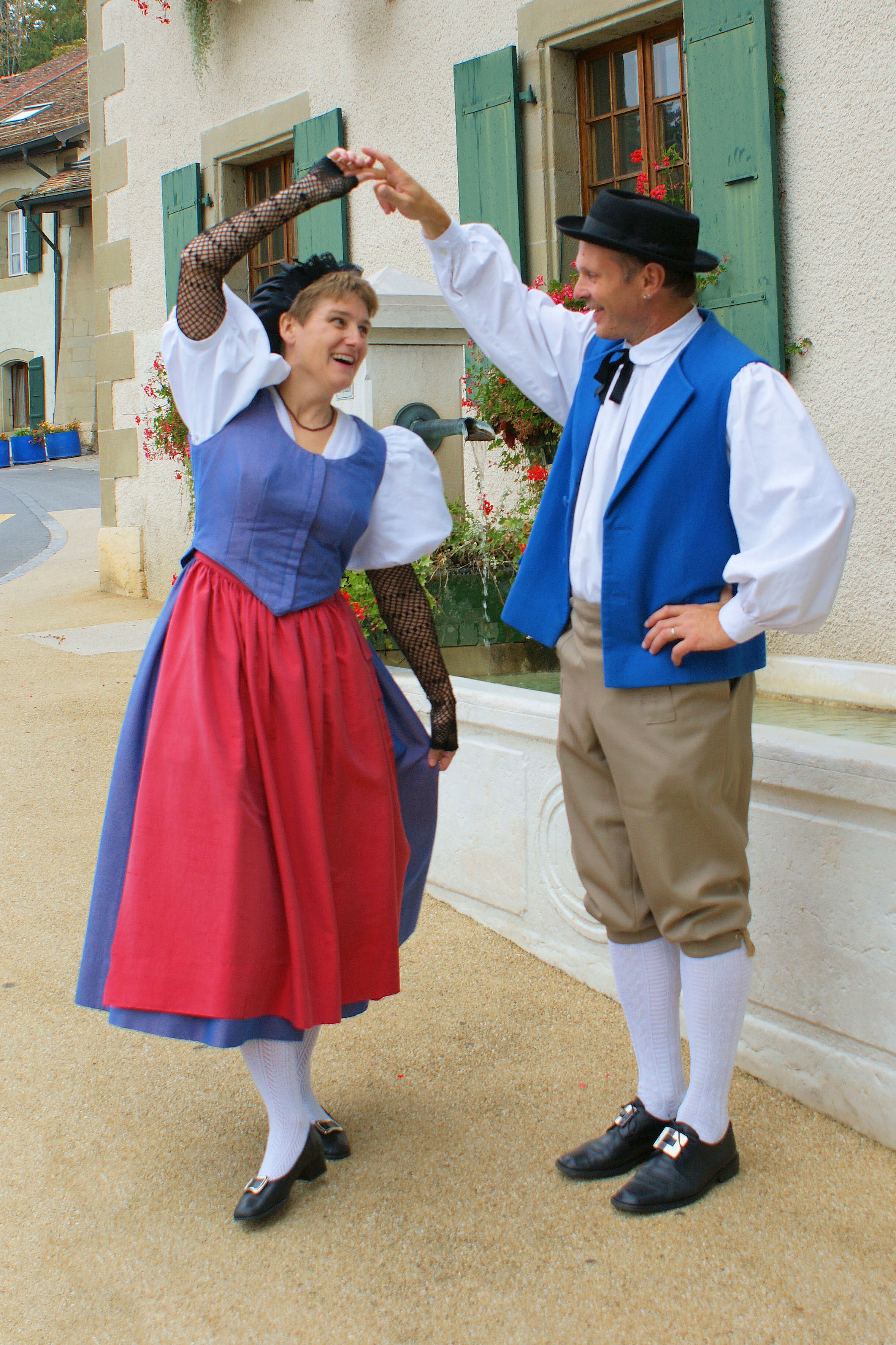
Une danseuse en costume vaudois du dimanche et un danseur en costume vigneron.

Le costume vaudois est un costume traditionnel du canton de Vaud, en Suisse. Il est notamment porté par des sociétés de danse folklorique et des chorales dans le but de maintenir cette tradition référencée dans la liste du patrimoine immatériel et des traditions vivantes du canton de Vaud.

## Historique
S'il est difficile de connaître l'origine exacte de son apparition et de son évolution, le costume vaudois apparaît dans des documents iconographiques datant des années 1750.
Mais le costume vaudois connaît un réel renouveau durant la Première Guerre mondiale avec la création, en 1916, de l'Association cantonale du Costume vaudois (ACCV). Fondé par Mary Widmer-Curtat, ce groupement de femmes avait pour objectif de "maintenir les traditions et l'art choral, étudier le patois, cultiver l'histoire et la littérature nationales, porter un costume simple, exclu de toute fantaisie." Durant les premières années de son existence, l'association s'est donnée pour but de venir en aide aux soldats et réfugiés de guerre, par l'organisation de ventes de charité et de collectes de fonds.
En 1926, l'ACCV participe à la création de la Fédération nationale des costumes suisses (FNCS) et permet au costume vaudois d'être porté lors de manifestations et fêtes fédérales.
En 2016, le costume vaudois fête son centenaire par l'organisation d'un spectacle commémoratif au Théâtre du Jorat.

## Types de costumes
Le costume traditionnel vaudois possède plusieurs variantes, selon les activités ou les régions. Les mensurations et détails de confection sont strictement codifiés dans un règlement du costume vaudois.

### Costumes des dames

#### Costume du dimanche
Le costume du dimanche se compose d'un corsage ajusté, d'une jupe de couleur unie, d'un tablier de soie, d'un fichu de tulle de coton blanc et d'une coiffe de taffetas noire. Les dames sont également coiffées d'un chapeau de paille à borne (ou cheminée), qui est l'élément le plus caractéristique du costume du dimanche. Il se porte depuis 1750 dans tout le canton de Vaud et a été rénové lors de la création de l'Association cantonale du costume vaudois en 1916.

#### Costume de travail
Le costume de travail se compose d'une robe de toile de mi-fil ou de coton gris-bleu, d'un tablier ligné et d'une coiffe blanche. Créé pour les paysannes vaudoises en 1933, il était utilisé pour les fenaisons et les moissons, et devait donc rester simple et se porter sans bijou.

#### Costume de Montreux
Le costume de Montreux se compose d'une jupe blanche, d'un tablier noir et d'un corsage noir. Il se porte avec un chapeau de paille naturelle légèrement incliné sur le côté droit.

#### Costume de la Petite Côte
Recréé en 1974 à partir d'une lithographie, le costume de la Petite Côte se compose d'une robe brune, d'un tablier à rayures cognac et d'une coiffe blanche.

### Costumes des messieurs

#### Costume vigneron
Inspiré de la Fête des Vignerons de Vevey, le costume vigneron se compose d'un pantalon de lainage uni gris ou brun (ou d'une culotte de lainage fin beige), d'une chemise blanche à manches bouffantes, d'un gilet de couleur unie, d'un petit nœud noir au cou et d'un chapeau de feutre noir. Il a été créé dans les années 1930.

#### Costume bourgeois
Le costume bourgeois se compose d'un pantalon et d'une redingote gris, d'une chemise blanche, d'un gilet à motif fleuri, et d'un chapeau haut-de-forme de lapin dans les tons beige-noisette ou gris.

#### Costume montagnard
Proche du bredzon fribourgeois, le costume montagnard se compose d'un gilet de velours côtelé noir, appelé dzepon, et d'une calotte de paille. Il a été reconstitué vers 1945.

#### Costume de la Petite Côte
Seules différences avec le costume vigneron, le costume de la Petite Côte se compose d'un gilet brun-ocre et d'un chapeau de paille. Il a été reconstitué en 1974 à partir d'une lithographie en couleurs du château de Coppet, datant de 1846.